# Zephyranthes concolor
Zephyranthes concolor är en amaryllisväxtart som först beskrevs av John Lindley, och fick sitt nu gällande namn av George Bentham och Joseph Dalton Hooker. Zephyranthes concolor ingår i släktet Zephyranthes och familjen amaryllisväxter. Inga underarter finns listade i Catalogue of Life.